# François-Antoine Boissy d’Anglas

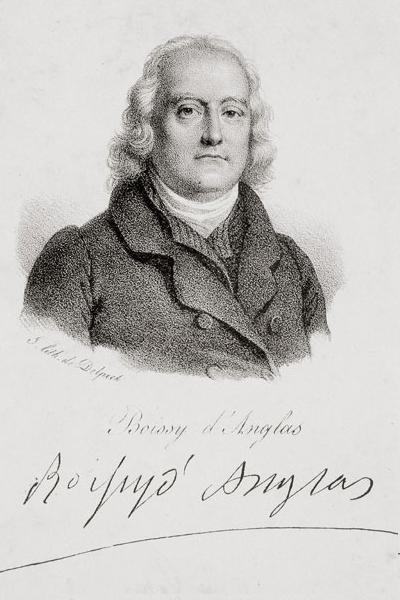
François-Antoine Boissy d’Anglas

François-Antoine Boissy d’Anglas (* 8. Dezember 1756 in Saint-Jean-Chambre (Département Ardèche); † 20. Oktober 1826 in Paris) war ein Politiker während der Französischen Revolution, des Konsulats und des Ersten Kaiserreiches sowie während der Restauration der Bourbonen.

## Leben
François-Antoine Boissy d’Anglas wurde als Sohn eines protestantischen Arztes geboren. Er studierte in Paris die Rechte und stand danach als Haushofmeister im Dienst des Grafen de Provence, dem späteren Ludwig XVIII.
Der Dritte Stand des Wahlbezirkes Annonay wählte Boissy d’Anglas im Frühjahr 1789 zum Abgeordneten der Generalstände (États généraux). In der Konstituante bekannte er sich zur konstitutionellen Monarchie. Nach der Auflösung der Konstituante ernannte ihn das Departement Ardèche zu seinem Generalprokurator und wählte ihn im September 1792 in den Nationalkonvent, von dem Boissy d’Anglas Ende September 1792 mit der Unterdrückung der Unruhen in Lyon beauftragt wurde. Im Januar 1793 forderte er vergeblich, die Hinrichtung Ludwigs XVI. bis auf Weiteres aufzuschieben. Während der „Schreckensherrschaft“ hielt sich Boissy d’Anglas im Hintergrund, jedoch beteiligte er sich an den Vorbereitungen zum Umsturz vom 9. Thermidor II (27. Juli 1794).
Nach dem 9. Thermidor gehörte Boissy d’Anglas zeitweise dem Wohlfahrtsausschuss an und galt als Wortführer der bürgerlichen Neureichen.  Als Mitglied der „Elfer-Kommission“ erarbeitete er den Text der Verfassung des Jahres III (Direktorialverfassung von 1795). Ende Oktober 1795 wurde Boissy d’Anglas in den Rat der Fünfhundert gewählt. Er neigte zu den gemäßigten Monarchisten und wurde Hauptfigur im Club de Clichy. Dieser politische Klub stand im Widerspruch zur Gruppe der Thermidorianer die die Mehrheit im Direktorium hatten.
Nach dem Staatsstreich des 18. Fructidor V (4. September 1797) wurde Boissy d’Anglas zur Deportation verurteilt, konnte jedoch rechtzeitig nach England flüchten.
Napoleon Bonaparte berief Boissy d’Anglas 1801 ins Tribunat, ernannte ihn 1805 zum Senator und erhob ihn 1808 in den Grafenstand. 1814 wechselte Boissy d’Anglas die Seiten und unterstützte nun die Bourbonen, die ihn zum Pair von Frankreich ernannten. 1804 wurde er zum Mitglied der Académie des Inscriptions et Belles-Lettres gewählt. Am 20. Oktober 1826 verstarb er in Paris.

### Zitat
„Ihr müsst das Eigentum der Reichen garantieren. Die staatsbürgerliche Gleichheit, das ist alles, was ein vernünftiger Mensch verlangen kann. Die absolute Gleichheit ist ein Hirngespinst.“

## Bibliographie
- Deux mots sur une question jugée ou lettre de M. Boissy d'Anglas à Monsieur le rédacteur de la Feuille du jour en réponse à Monsieur de La Gallissonnière (1791)
- Observations sur l'ouvrage de M. de Calonne, intitulé De l'état de la France, présent et à venir, et à son occasion, sur les principaux actes de l'Assemblée nationale (1791)
- Quelques idées sur la liberté, la révolution, le gouvernement républicain, et la constitution françoise (1792)
- Essai sur les fêtes nationales, suivi de quelques idées sur les arts et sur la nécessité de les encourager (1793)
- Projet de constitution pour la République française, et discours préliminaire (1795). Vertaald als: Vertoog bij de aanbieding van het ontwerp van constitutie, voor de Fransche Republiek, 1796
- Rapport sur les colonies (1795)
- Rapport sur la liberté des cultes, fait au nom des comités de salut public, de sureté générale et de législation, réunis ... (1795)
- Recueil de discours sur la liberté de la presse (1817)
- Essai sur la vie, les écrits et les opinions de M. de Malesherbes, 3 dln. (1819–1821)
- Les études littéraires et poétiques d'un vieillard, ou Recueil de divers écrits en vers et en prose. Tome premier; Tome second; Tome troisième; Tome quatrième; Tome cinqième; Tome sixième (1825)